# みずがめ座
みずがめ座（みずがめざ、ラテン語: Aquarius）は、現代の88星座の1つで、プトレマイオスの48星座の1つ。黄道十二星座の1つで、水瓶を抱えた人物をモチーフとしている。このモチーフとなった人物について、現代ではトロイアの王子ガニュメーデースであると語られることが多いが、古代ギリシア・ローマ時代にはそのモデルについて諸説分かれていた。
2等星以上の明るい星が1つもない星座だが、γ・ζ・η・π の4星が作る Y の形のアステリズムは、欧米では Watar Jar、日本では三ツ矢と呼ばれて親しまれている。1846年9月23日、ベルリン天文台のヨハン・ゴットフリート・ガレと助手のハインリヒ・ダレストが海王星を発見したとき、海王星はみずがめ座の領域にあった。

## 特徴

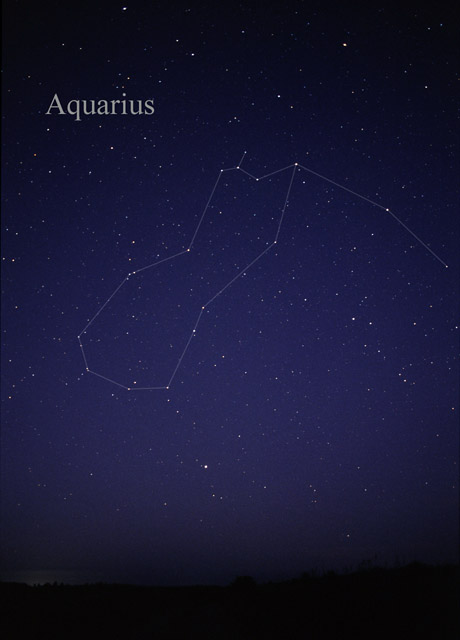
2004年7月17日に撮影されたみずがめ座の全景。画像中央下部に見える輝星は、みなみのうお座の1等星フォーマルハウト。

領域の北端付近を天の赤道が通っているため、地球上のどこからでも星座の一部を見ることができる。黄道十二星座ではおとめ座に次いで2番目に、全天88星座でも10番目に大きな星座である。20時正中は10月下旬頃で、秋の四辺形とみなみのうお座のフォーマルハウトの中間あたりに見ることができる。21世紀現在隣のうお座に位置している春分点は、地球の歳差運動の影響により西暦2597年頃にみずがめ座の領域に入る見込みである。

## 由来と歴史
「水があふれ出る瓶を抱えた人物」というみずがめ座の描像の原型は、「グラ (Gula)」と呼ばれた古代バビロニアの星座に遡ることができるとされる。グラには「偉大なるもの (Great One)」という意味があり、メソポタミアの知恵と水の神であるエンキと密接に関係するものとされ、手に1つまたは複数の水があふれ出す壺を持った大地に立つ男の巨人の姿で描かれるのが一般的であった。彼の持つ壺からあふれ出す水は、天から降り注ぐ豊穣な雨を象徴したものと見なされた。またその足下に、あふれ出す水を飲む魚の姿が描かれることもあり、この魚はみなみのうお座の原型になったとされる。
古代ギリシア期を通じて、みずがめ座は「水を運ぶ人」という意味の Ὑδροχόος と呼ばれていた。ただし、この名で呼ばれる星座の領域は時代によって異なり、古い時代には「瓶を抱える人物」と「瓶から流れ出る水」をそれぞれ別の星座とすることもあった。たとえば、紀元前3世紀前半のマケドニアの詩人アラートスの詩篇『パイノメナ (古希: Φαινόμενα)』では、瓶を抱える人物の星座 Ὑδροχόος と、瓶から流れる水の星座 Ὕδωρ をそれぞれ別の星座としていた。
紀元前3世紀後半の天文学者エラトステネースの天文書『カタステリスモイ (古希: Καταστερισμοί)』や、1世紀初頭の古代ローマの著作家ガイウス・ユリウス・ヒュギーヌスの『天文詩 (羅: De Astronomica)』では、これらを1つの星座としながらも、体の部分と水の部分の星の数を分けて記述されている。エラトステネースの『カタステリスモイ』では人物の部分に17個、水の部分に31個、計48個の星があるとされ、ヒュギーヌスの『天文詩』では、人物の部分に14個、水の部分に31個、計45個の星があるとされた。帝政ローマ期2世紀頃のクラウディオス・プトレマイオスは、天文書『ヘー・メガレー・スュンタクスィス・テース・アストロノミアース (古希: ἡ Μεγάλη Σύνταξις τῆς Ἀστρονομίας)』、いわゆる『アルマゲスト』で、水の部分に20個、計42個の星があるとした。これらの天文書いずれでも、瓶から流れ出る水の終端にあたる星はフォーマルハウトであるとされており、フォーマルハウトがみずがめ座とみなみのうお座の両方に属する星として扱われていたことを示している。

ヨハン・バイエル『ウラノメトリア』に描かれたみずがめ座。

17世紀初頭のドイツの法律家ヨハン・バイエルは、1603年に刊行した星図『ウラノメトリア』で、α から ω までのギリシャ文字24文字とラテン文字9文字の計33文字を用いてみずがめ座の星に符号を付した。バイエルは、フォーマルハウトをみなみのうお座のみに属するものとし、瓶から流れ出る水の終端を現在のc1星とした。またバイエルは、みずがめ座に描かれた人物の候補とされるデウカリオーン・ガニュメーデース・ケクロプス・アリスタイオスの4名の名前を星座名に付記していた。

1846年9月23-24日、ガレとダレストによって海王星が発見された日の位置を示した星図。

太陽系の第8惑星海王星は、現在のみずがめ座の領域で発見された。1846年9月23日から翌9月24日にかけて、フランスの天文学者ユルバン・ルヴェリエの計算に基づいて未発見の惑星が存在すると予測された領域を観測していたベルリン天文台のヨハン・ゴットフリート・ガレと助手のハインリヒ・ダレストによって、みずがめ座ι星の近くのやぎ座との境界付近で発見された。
1922年5月にローマで開催された国際天文学連合 (IAU) の設立総会で現行の88星座が定められた際にそのうちの1つとして選定され、星座名は Aquarius、略称は Aqr と正式に定められ、以降この名称が世界で共通して使われている。

### 中東
紀元前500年頃に製作された天文に関する粘土板文書『ムル・アピン (MUL.APIN)』では、みずがめ座の星は天空に3つある層のうち最下層の「エアの道」で2番目の「偉大なるもの (Gula)」とされていた。また、イスラムの月宿マナージル・アル＝カマルでは、第23宿から第25宿までがみずがめ座の星と対応している。ε星が第23月宿の「サアド・ブラア」、β・ξ が第24月宿の「サアド・アル＝スアウード」、γ・ζ・π・η が第25月宿の「サアド・アル＝アクビーヤ」に、それぞれあたるとされた。

### 中国
ドイツ人宣教師イグナーツ・ケーグラー（戴進賢）らが編纂し、清朝乾隆帝治世の1752年に完成・奏進された星表『欽定儀象考成』では、みずがめ座の星は、二十八宿の北方玄武七宿の第三宿「女宿」、第四宿「虚宿」第五宿「危宿」、第六宿「室宿」に配されていたとされる。
女宿では、ε・μ・4・3 の4星が既婚の女性あるいは身分の卑しい女性を表す星官「女」に、1番星が真珠や飾った婦人服を表す星官「離珠」に配された。虚宿では、β がこうま座αとともに墳墓に侍衛する役人を表す星官「虚」に、24・26 の2星が人間の寿命を司る神を表す星官「司命」に、25番星がペガスス座11番星とともに俸禄に関することを司る星官「司禄」に、安危禍福を司る天界の役人を表す星官「司危」に、38番星が大声で泣くことを表す星官「哭」に、ρ・θ の2星が声を立てずに嘆き悲しむことを表す星官「泣」に、ξ・18・9・8・ν・14・17・19 の8星がやぎ座の5星とともに天軍の砦を表す星官「天累城」に、それぞれ配された。危宿では、α がペガスス座の2星とともに屋根の上を表す星官「危」に、ζ・γ・η・π の4星が墳墓を表す星官「墳墓」に、ο・32 の2星が屋根のある建物を表す星官「蓋屋」に、44・51・κ・HD 216953 の4星が墓所を表す星官「虚梁」に、それぞれ配された。室宿では、ι・σ・λ・φ の4星がやぎ座・うお座の星とともに城塁を表す星官「塁壁陣」に、29・35・41・47・49・υ・68・66・61・53・56・50・45・58・64・65・70・74・τ2・τ1・δ・77・88・89・86・101・100・99・98・97・94・ψ3・ψ2・ψ1・87・85・83・χ・ω1・ω2 の40星が天帝の親衛軍を表す星官「羽林軍」に、103・106・108 の3星が斧と鉞を表す星官「鈇鉞」に、それぞれ配された。

## 神話

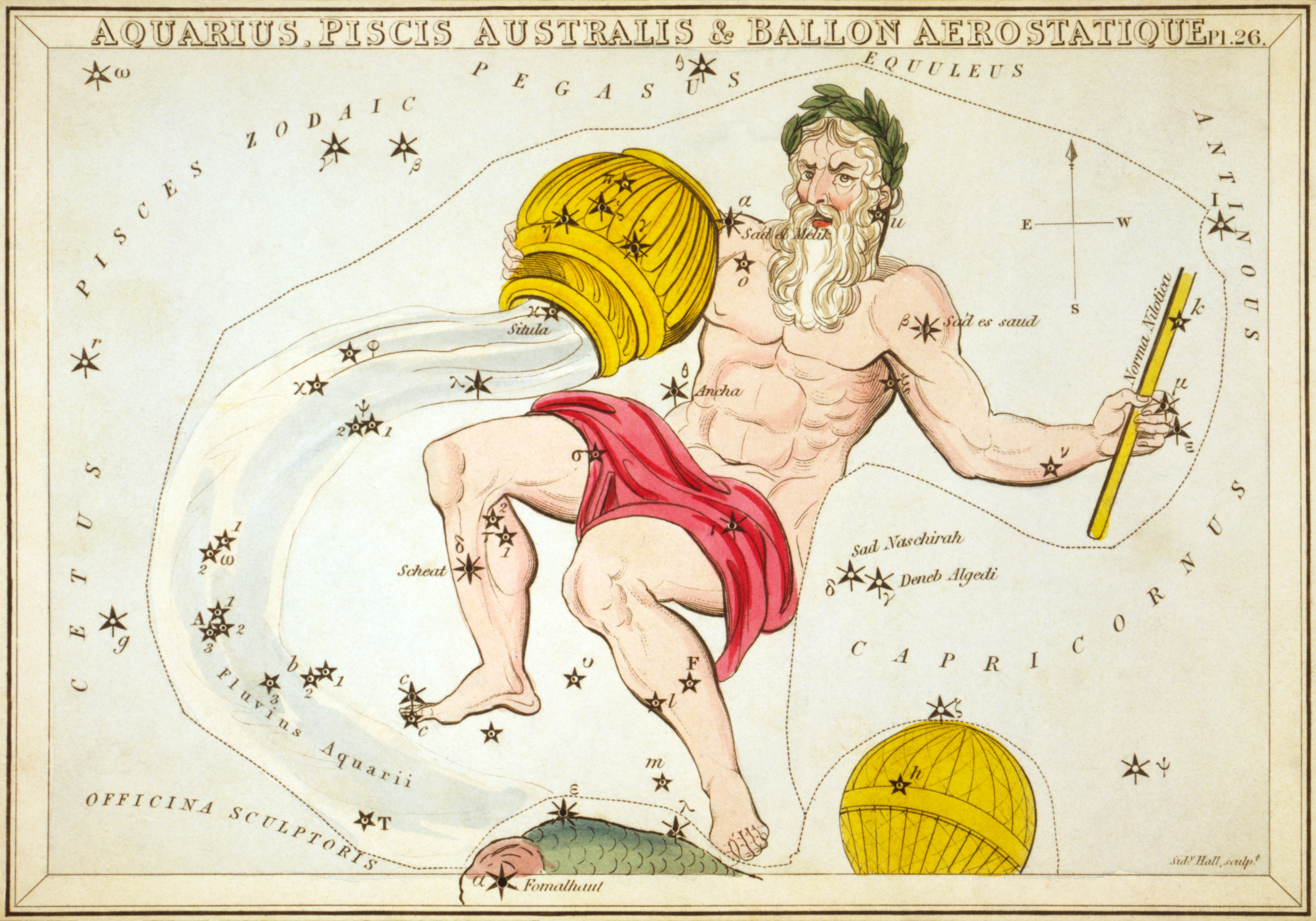
19世紀イギリスの星座カード集『ウラニアの鏡』に描かれたみずがめ座。ヒゲも豊かな高齢者男性の姿が描かれており、左手にはアレクサンダー・ジェイミソンが考案した Norma Nilotica（ナイルの水位計）が握られている。

エラトステネースの『カタステリスモイ』やヒュギーヌスの『天文詩』では、瓶を持つ人物は大神ゼウスに見初められて拐かされた美少年ガニュメーデースで、神々に不死の酒ネクタールを給仕している姿であるとされた。
またヒュギーヌスはみずがめ座のモデルについて2つの異説を伝えている。1つは、紀元前3世紀から紀元前2世紀頃のアレクサンドリア生まれの歴史家ヘゲシアナクスの伝える「プロメーテウスの息子でプティーアーの王デウカリオーンである」とする説である。デウカリオーンは、ゼウスが人類を滅ぼすべく大洪水を引き起こした際に父プロメーテウスの警告に従って方舟に乗り込んで難を逃れた、という伝説で知られる。この説では、みずがめ座はデウカリオーンが抱えた水瓶から流れ出る水は、天から大量の水が降り注いで起きた大洪水を示唆したものとされる。
もう1つは、紀元前4世紀後半のメッシーナ生まれの哲学者エウヘメロスの伝える「アテーナイの初代の王ケクロプスを記念したものである」とする説である。この説では、ケクロプスが抱えた水瓶から流れ出る水は、人類にワインがもたらされる以前は神々への生贄にワインではなく水が使われていたこと、そしてワインがもたらされる以前からケクロプスが統治していたことを示しているとされた。
また、紀元前1世紀から1世紀にかけての帝政ローマの軍人ゲルマニクスがラテン語訳したアラートスの『パイノメナ』に後世付けられた欄外古註には、この星座のモデルをアリスタイオスであるとする伝承が記述されていた。アリスタイオスはアポローンとキューレーネーの息子で、夜明け前にシリウスが昇ってくる頃の酷暑を和らげるためにエテジアンの風を呼び寄せる儀式を執り行わせた功績によって星座にされたと伝えられている。

## 呼称と方言
ラテン語の学名 Aquarius に対応する日本語の学術用語としての星座名は「みずがめ」と定められている。現代の中国では、寶瓶座（宝瓶座）と呼ばれている。
明治初期の1874年（明治7年）に文部省より出版された関藤成緒の天文書『星学捷径』で「アカリュース」という読みと「寶瓶宮」「水瓶」という解説が紹介された。その5年後の1879年（明治12年）にノーマン・ロッキャーの著書『Elements of Astronomy』を訳して刊行された『洛氏天文学』では「寶瓶」と紹介された。それから30年ほど時代を下った明治後期には「宝瓶」という呼称が使われていたが、1910年（明治43年）に「水瓶」と改められたことが日本天文学会の会報『天文月報』の第2巻11号掲載の「星座名」と題した記事で報告されている。この際、漢字の読みについては特に定められていなかった。1925年（大正14年）に東京天文台の編集により初版が刊行された『理科年表』では「水瓶（みづかめ）」と「瓶」を清音で読み下していた。のちの1944年（昭和19年）に天文学用語が見直しされた際には「水瓶（みづがめ）」と「瓶」の読みが濁音に改められた。戦後も継続して「水瓶（みづがめ）」が使われていたが、1952年（昭和27年）7月に日本天文学会が「星座名はひらがなまたはカタカナで表記する」とした際に Aquarius の日本語名は「みずがめ」とされ、以降も継続して用いられている。

### 方言
山口県吉敷郡佐山村須川（現・山口市佐山）には、θ・γ・η・λ の4星が作る四辺形を「トウキョウミ（東京箕）」と呼んでいた。これは、秋の夜に西の方角に見えるいて座の ζ・τ・σ・φ が作る四辺形を「ナガサキミ（長崎箕）」、東の方角に見えるみずがめ座の四辺形を「東京箕」と呼んで対比させたものとされる。

## 主な天体

### 恒星

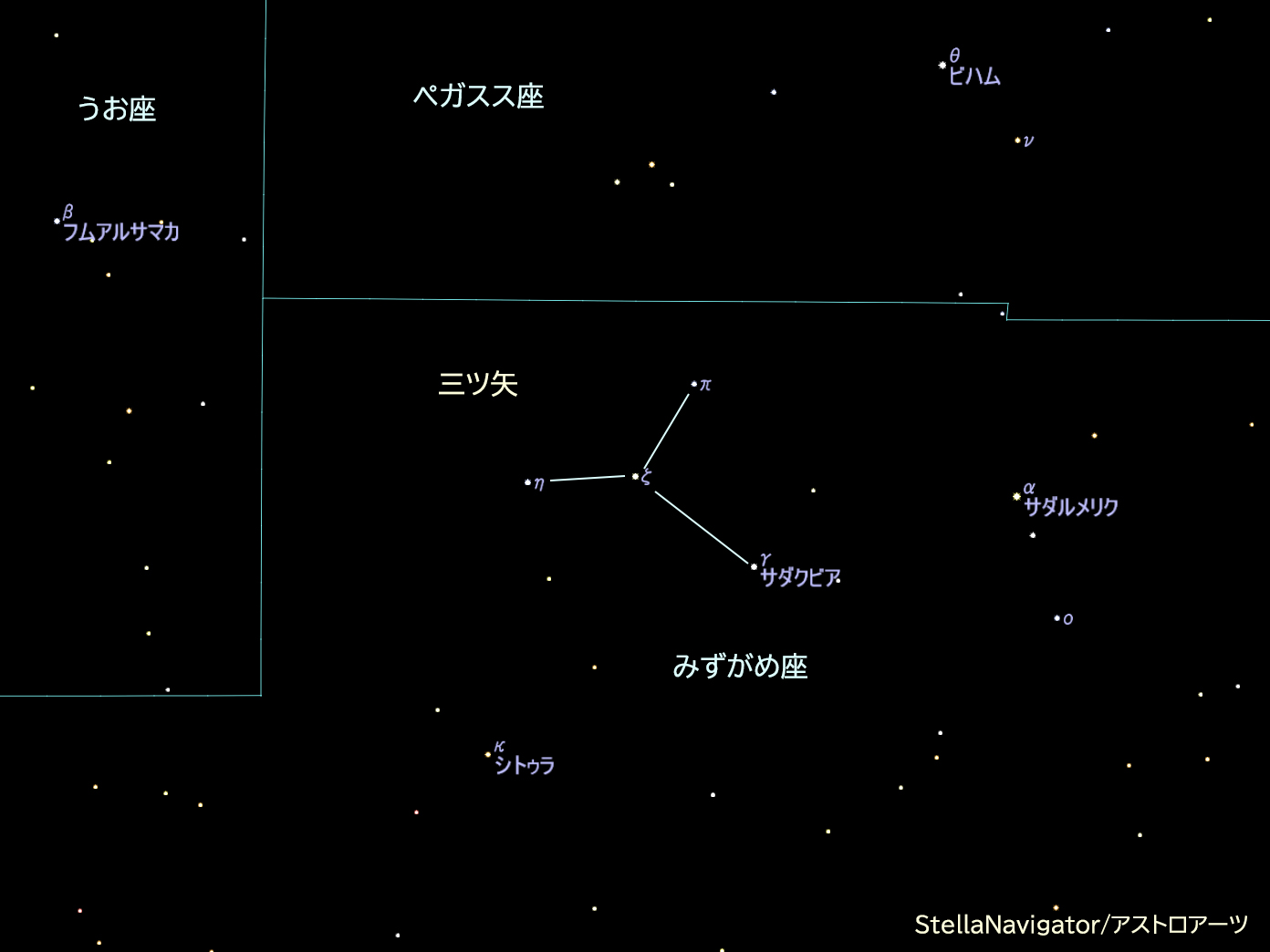
みずがめ座のアステリズム「三ツ矢」。γ・ζ・η・π の4つの星から成り、うお座とペガスス座との境界線近くにある。

γ・ζ・η・πの4星が作るY字形は、Water Jarと呼ばれるアステリズムである。野尻抱影がこの4星を三ツ矢サイダーの商標に喩えたことから、日本では三ツ矢とも呼ばれる。
2023年11月現在、国際天文学連合 (IAU) によって13個の恒星に固有名が認証されている。
α星
太陽系から約253 光年の距離にある、見かけの明るさ2.94 等、スペクトル型 G2Ib の黄色超巨星で、3等星。みずがめ座で2番目に明るく見える恒星で、ほぼ天の赤道上にある。110″離れた位置に見える12.2 等のB星とは見かけの二重星の関係にある。A星にはアラビア語で「王の幸運」を意味する言葉に由来する「サダルメリク(Sadalmelik)」という固有名が認証されている。
β星
太陽系から約462 光年の距離にある、見かけの明るさ2.89 等、スペクトル型 G0Ib の黄色超巨星で、3等星。みずがめ座で最も明るく見える。319″離れた位置に見える11.0等のB星とは見かけの二重星の関係にある。A星にはアラビア語で「幸運中の幸運」を意味する言葉に由来する「サダルスウド(Sadalsuud)」という固有名が認証されている。
γ星
太陽系から約126 光年の距離にある、見かけの明るさ3.834 等、スペクトル型 A0V の3等星。151″離れた位置に見えるB星とは見かけの二重星の関係だが、A星自体が分光連星である。主星のAa星にはアラビア語で「テントの幸運」を意味する言葉に由来する「サダクビア(Sadachbia)」という固有名が認証されている。
δ星
太陽系から約141 光年の距離にある、見かけの明るさ3.28 等、スペクトル型 A3Vp の化学特異星で、3等星。みずがめ座で3番目に明るく見える。A星にはアラビア語で「すね」を意味する言葉に由来する「スカト(Skat)」という固有名が認証されている。
ε星
太陽系から約244 光年の距離にある、見かけの明るさ3.77 等、スペクトル型 B9.5V のB型主系列星で、4等星。アラビア語で「飲み込む者」を意味する言葉に由来する「アルバリ(Albari)」という固有名が認証されている。
θ星
太陽系から約191 光年の距離にある、見かけの明るさ4.16 等、スペクトル型 G9II の輝巨星で、4等星。アラビア語で「腰」を意味する言葉に由来する「アンカ(Ancha)」という固有名が認証されている）。
κ星
太陽系から約222 光年の距離にある、見かけの明るさ5.03 等、スペクトル型 K1.5IIIbCN0 の巨星で、5等星。A星にはラテン語で「バケツ」を意味する言葉に由来する「シトゥラ(Situla)」という固有名が認証されている。
ξ星
太陽系から約179 光年の距離にある、見かけの明るさ4.69 等の分光連星。4.8 等のA星と7.0 等のB星が約25.5年の周期で公転しているとされる。2018年6月、IAUの恒星の固有名に関するワーキンググループ (Working Group on Star Names, WGSN) により「ブンダ(Bunda)」という固有名が認証された。
HD 206610
太陽系から約482 光年の距離にある、見かけの明るさ8.35 等、スペクトル型 K0III の巨星で、8等星。2019年に開催されたIAUの100周年記念行事「IAU100 NameExoWorlds」でボスニア・ヘルツェゴビナに命名権が与えられ、主星は Bosona、太陽系外惑星は Naron と命名された。
HD 212771
太陽系から約364 光年の距離にある、見かけの明るさ7.60 等、スペクトル型 G8IV の準巨星で、8等星。2019年に開催されたIAUの100周年記念行事「IAU100 NameExoWorlds」で香港に命名権が与えられ、主星は Lionrock、太陽系外惑星は Victoriapeak と命名された。
WASP-6
太陽系から約651 光年の距離にある、見かけの明るさ11.91 等、スペクトル型 G8V のG型主系列星で、12等星。2019年に開催されたIAUの100周年記念行事「IAU100 NameExoWorlds」でドミニカ共和国に命名権が与えられ、主星は Márohu、太陽系外惑星は Boinayel と命名された。
HATS-72
太陽系から約416 光年の距離にある、見かけの明るさ12.469 等の12等星。2022年に開催されたIAUの太陽系外惑星命名キャンペーン「NameExoWorlds 2022」でチュニジア共和国のグループからの提案が採用され、主星は Zembra、太陽系外惑星は Zembretta と命名された
WASP-69
太陽系から約164 光年の距離にある、見かけの明るさ9.87 等の10等星。2022年に開催されたIAUの太陽系外惑星命名キャンペーン「NameExoWorlds 2022」でカメルーン共和国のグループからの提案が採用され、主星は Wouri、太陽系外惑星は Makombé  と命名された。
このほか、以下の恒星が知られている。
R星
太陽系から約1,045 光年の距離にある、赤色巨星と白色矮星の近接連星系。低温度星の分子吸収スペクトルと高温ガスからの輝線が同時に観測される「共生星 (英: symbiotic star)」と呼ばれる連星系で、赤色巨星と白色矮星が約44年の周期で互いの共通重心を公転していると考えられている。1811年に新惑星を発見すべく観測していたドイツの天文学者カール・ハーディングによって変光星であることが発見された。ミラ型変光星の赤色巨星の脈動による周期約390 日の変光のほか、白色矮星の周囲の降着円盤とそれらを取り巻くガス雲の影響で、5.2 等から12.4 等という大きな振幅で変光している。最大光度では肉眼でも見える明るさとなるため、アメリカ変光星観測者協会 (AAVSO) の「観測しやすい星」のリストにも挙げられている。
白色矮星を取り巻くガス雲はかつての新星爆発によるものと考えられており、藤原定家の日記『明月記』寛喜二年十一月八日の「客星出現例」にある「醍醐天皇延長八年五月以後七月以前 客星入羽林中」の記録は930年（延長8年）にみずがめ座R星の新星爆発が観測されたものではないかとする説も出されている。
Z星
太陽系から約3,450 光年の距離にある赤色巨星。変光星としては脈動変光星の分類の1つ「半規則型変光星 (英: Semiregular variables)」のサブグループのSRA型のプロトタイプとされており、約136.6 日の周期で7.4 等から10.2 等の範囲で明るさを変える。SRA型は、晩期型のスペクトルを持つ半規則型変光星で、持続的な周期性があり、光度の振幅が2.5 等級未満と小さい、という特徴を持つ。振幅が小さいこと以外はミラ型変光星とよく似ている。
EZ星
太陽系から約11.1 光年の距離にある、3つの赤色矮星からなる三重連星。0.03 天文単位 (au) 離れた位置にあって約3.8日の周期で互いに周回するA星とC星のペアの周囲を約823日の周期でB星が公転するという階層構造を持っている。変光星としては爆発型変光星の分類の1つ「くじら座UV変光星 (UV)」と回転変光星の分類の1つ「りゅう座BY型変光星 (BY)」に分類されている。
ヒッパルコス衛星の観測データを元にした2010年の研究では、約3万2300年後に太陽から約8.2 光年まで近付くとしている。

### 星団・星雲・銀河
18世紀フランスの天文学者シャルル・メシエが編纂した『メシエカタログ』に挙げられた天体が3つあるが、そのうちの1つ「M73」は、複数の恒星がたまたま同じ方向に見えているだけの星群である。このほか、2つの惑星状星雲がパトリック・ムーアがアマチュア天文家の観測対象に相応しい星団・星雲・銀河を選んだ「コールドウェルカタログ」に選ばれている。
M2
太陽系から約3万9000 光年離れた位置にある球状星団。1746年9月11日にイタリアの天文学者ジャン・ドミニク・マラルディが発見した。メシエは、マラルディの発見からちょうど14年後の1760年9月11日にこの天体を再発見し、「星のない星雲」と評した。直径は約175 光年で、15万個以上の恒星が属している。球状星団の集中度は上から2番の II に分類されるなど非常に高く、星団の質量の半分は中心部の直径約10 光年ほどの領域に密集している。2018年には、M2を始めとする8つの球状星団は、80億-100億年前に天の川銀河と衝突・融合した矮小銀河の痕跡「ガイア・ソーセージ (英: Gaia Sausage) の一部である可能性が高い、とする研究が発表された。
M72
球状星団。1780年8月29日から翌日にかけて、フランスの天文学者ピエール・メシャンが発見した。2020年に公開されたガイア計画の第3回公開データから0.084″±0.012″という年周視差が得られており、これは太陽系から38800+6500
−4900 光年の距離に相当する。
M73
10等星のBD-13 5809、11等星のHD 358033、12等星のTYC 5778-594-1、BD-13 5808 の4つの星からなる星群。1780年10月4日にシャルル・メシエが発見した。M72の約1.5°東に見える。この星群が物理的に相互作用している星の集団か否かについては長年議論されてきたが、2023年現在は複数の星がたまたま同じ方向に見えているだけで、星団のような天体ではないとされている。2020年公開のガイア計画の第3回公開データで算定された星々の距離は、BD-13 5809 が約2,290 光年、HD 358033 が約1,249光年、TYC 5778-594-1 が約2,170 光年、BD-13 5808 が約1,030 光年となっており、それぞれ100光年以上離れた位置にある。
NGC 7009
太陽系から約4,500 光年の距離にある惑星状星雲。コールドウェルカタログの55番に選ばれている。1782年9月7日、イギリスの天文学者ウィリアム・ハーシェルが発見した。両端に飛び出て見える構造が土星の環のように見えることから1840年代にロス卿ことウィリアム・パーソンズが付けた「土星状星雲(英: Saturn Nebula)」という呼称で知られる。
NGC 7293
太陽系から約522 光年の距離にある惑星状星雲。コールドウェルカタログの63番に選ばれている。1824年以前にドイツの天文学者カール・ハーディングが発見していたとされる。太陽系から最も近い距離にある惑星状星雲の1つで、視直径は16′と月の半分ほどの大きさがある。写真での撮像でらせん状に見えたことから「らせん星雲(英: Helix Nebula)」という通称で知られる。また21世紀以降は The Eye of God や The Eye of Sauron という通称でも呼ばれている。
- 2013年10月と2014年10月にハッブル宇宙望遠鏡 (HST) の広視野カメラ3 (WFC3) で撮像されたデータから合成されたみずがめ座R星の画像。
- HSTで撮像された球状星団M2。
- HST の掃天観測用高性能カメラ (ACS) で撮像された球状星団M72。
- アメリカ キットピーク国立天文台の0.9 m望遠鏡で1997年に撮影されたM73。
- 1996年に HST の広視野惑星カメラ2 (WFPC2) で撮影された惑星状星雲NGC 7009。左右に突き出た構造が土星の環を想起させることから「土星状星雲」の別名で知られる。
- HST の ACS で撮像された惑星状星雲NGC 7293。
- アメリカ航空宇宙局の赤外線宇宙望遠鏡スピッツァー宇宙望遠鏡 (SST)、WISEと紫外線宇宙望遠鏡GALEX の観測データから合成されたNGC 7293 の画像。SSTとWISEの赤外線データは緑と赤に、GALEXの紫外線データは青に、それぞれ着色されている。

## 流星群
みずがめ座の名前を冠した流星群で、IAUの流星データセンター (IAU Meteor Data Center) で確定された流星群 (Established meteor showers) とされているものは、みずがめ座δ南流星群 (Southern delta Aquariids, SDA)・みずがめ座δ北流星群 (Northern delta Aquariids, NDA)・みずがめ座η流星群 (eta Aquariids, ETA)・みずがめ座ι北流星群 (Northern iota Aquariids, NIA)・みずがめ座κ昼間流星群 (Daytime kappa Aquariids, MKA) の5つである。みずがめ座η流星群は、ハリー彗星を母天体とする流星群で、毎年5月6日頃に極大を迎える。